# 十二连城乡
十二连城乡，是中华人民共和国内蒙古自治区鄂尔多斯市准格尔旗下辖的一个乡镇级行政单位。

## 行政区划
十二连城乡下辖以下地区：
柴登村、脑包湾村、天顺圪梁村、巨合滩村、二道拐村、卅顷地村、兴胜店村、董三尧村、五家尧村、杨子华村、康布尔村、西柴登村、广太昌村、蛮汉壕村、东不拉村、西不拉村、蓿亥图村和召梁村。